# 哈尼 (土耳其)
哈尼是土耳其的城鎮，由迪亞巴克爾省負責管轄，位於該國東南部，始建於公元前八世紀，面積450平方公里，海拔高度756米，主要農作物有穀物、棉花和水果，2011年人口8,988。